# Agelasta
Agelasta är ett släkte av skalbaggar. Agelasta ingår i familjen långhorningar.

## Dottertaxa tillAgelasta, i alfabetisk ordning[1]
- Agelasta albomaculata
- Agelasta albomarmorata
- Agelasta alboplagiata
- Agelasta albostictica
- Agelasta andamanica
- Agelasta annamana
- Agelasta annamensis
- Agelasta balteata
- Agelasta basimaculata
- Agelasta basimaculatoides
- Agelasta basispreta
- Agelasta bifasciana
- Agelasta bimaculata
- Agelasta birmanensis
- Agelasta birmanica
- Agelasta cameroni
- Agelasta cana
- Agelasta catenata
- Agelasta cristata
- Agelasta dayremi
- Agelasta densemarmorata
- Agelasta elongata
- Agelasta estrellae
- Agelasta fallaciosa
- Agelasta glabrofasciata
- Agelasta griseonotata
- Agelasta hirsuta
- Agelasta hirticornis
- Agelasta humeralis
- Agelasta humerata
- Agelasta imogenae
- Agelasta isthmicola
- Agelasta lacteospreta
- Agelasta lacteostictica
- Agelasta laosensis
- Agelasta latefasciata
- Agelasta luzonica
- Agelasta marionae
- Agelasta marmorata
- Agelasta mediofasciata
- Agelasta milagrosae
- Agelasta mindanaonis
- Agelasta mixta
- Agelasta mouhotii
- Agelasta newmani
- Agelasta nigrolineata
- Agelasta nigromaculata
- Agelasta ocellifera
- Agelasta pardalina
- Agelasta pardalis
- Agelasta perakensis
- Agelasta pici
- Agelasta postvittata
- Agelasta quadrimaculata
- Agelasta riouensis
- Agelasta robinsoni
- Agelasta rufoantennata
- Agelasta rufotibialis
- Agelasta siamensis
- Agelasta sikkimensis
- Agelasta striata
- Agelasta szetschuanica
- Agelasta thailandensis
- Agelasta transversa
- Agelasta transversefasciata
- Agelasta transversesignata
- Agelasta undulata
- Agelasta unicolor
- Agelasta villosipes
- Agelasta yunnana
- Agelasta yunnanensis